# ویلیام جرج سرل
ویلیام جرج سرل (۱۸۲۹–۱۹۱۳) مورخ بریتانیایی قرن نوزدهم و فلوی کالج کوئینز دانشگاه کمبریج بود.  او پدر جرج فردریک چارلز سرل فیزیکدان بود.